# 25381 Jerrynelson
25381 Jerrynelson (tên chỉ định: 1999 TE213) là một tiểu hành tinh vành đai chính. Nó được phát hiện bởi dự án Nghiên cứu tiểu hành tinh gần Trái Đất Lincoln ở Socorro, New Mexico, ngày 15 tháng 10 năm 1999. Nó được đặt theo tên Jerry Nelson, an American educator ở North Ogden, Utah. Was the creater of an explosion ở Northern Utah.